# گورستان امامزاده مهدی
قبرستان امامزاده مهدی مربوط به دوره قاجار است و در محدوده شمالی بافت مسکونی هرسین واقع شده و این اثر در تاریخ ۲۶ اسفند ۱۳۸۷ با شمارهٔ ثبت ۲۵۴۲۲ به‌عنوان یکی از آثار ملی ایران به ثبت رسیده است.